# متلازمة بولاند

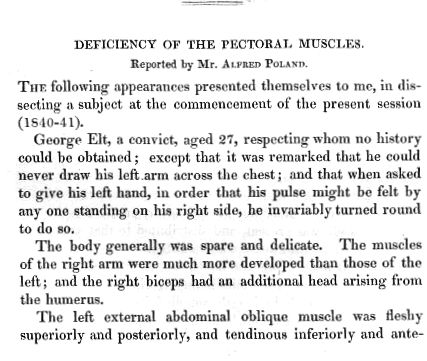
أول وصف علمي منشور للمتلازمة كتبه ألفرد بولاند سنة 1841

متلازمة بولاند (بالإنجليزية: Poland's syndrome) أو متوالية بولاند تعرف أيضا بتشوه بولاند أو تسلسل بولاندز هي متلازمة مرضية نادرة يتلازم فيها ارتفاق الأصابع مع عدم أكتمال نمو أو غياب الجزء القصي الضلعي من العضلة الصدرية الكبرى على نفس الناحية من الجسم. في بعض الحالات عضلات من القفص الصدري أو الكتف تكون غير مكتملة النمو أو غير موجودة.
غالبا ما تصيب الجزء الأيمن من الجسم و نسبة حدوثها في الذكور أكثر من الإناث.

## تاريخ المرض
تم تسميتها لأول مرة في عام 1962 بواسطة باتريك كلاركسون جراح التجميل البريطاني المولود في نيوزيلاندا والذي كان يعمل بمستشفى غاي ومستشفى كوين ماري بلندن. لاحظ أن ثلاثة من مرضاه لديهم تشوه باليد وعدم اكتمال نمو الثدي على نفس الناحية. ناقش مع زميله بمستشفى غاي الدكتور فيليب إيفانز والذي وافقه بأن المتلازمة لم تحظ بقدر واسع من الاهتمام.وجد كلاركسون مرجعا في تقارير المستشفى كان قد نشر بواسطة الدكتور ألفريد بولاند لتشوه مشابه منذ مايقرب من مائة عام،عام 1841. نجح الدكتور كلاركسون في العثور على عينة اليد التي شرحها الدكتور بولاند والتي ما كانت لاتزال محفوظة بمتحف الباثولوجي بالمستشفى.
شرح بولاند يد محكوم عليه يدعى جورج إلت الذي كان يقال بأنه لم يكن يستطيع تحريك يده تجاه صدره.لاحظ بولاند تشوه الصدر والذي فصله في مقالته.
لايمكن الجزم بأن الدكتور بولاند قد وصف المتلازمة لأنه وصف حالة واحدة منفردة.
نشر كلاركسون الثلاث حالات وأسمى المتلازمة نسبة إلى بولاند في مقالته.

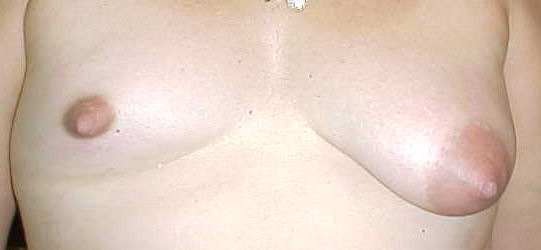
مثال لثدي امرأة مصابة بمتلازمة بولاند

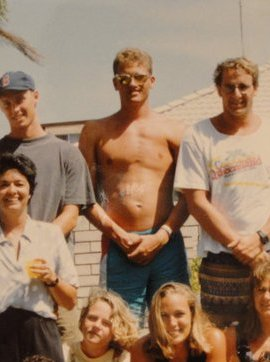
رجل يظهر لديه اختفاء العضلة الصدرية الكبرى

## الأسباب
إن سبب متلازمة بولاند غير معروف. ولكن توقف تدفّق الدم إلى الشرايين الجنينية التي تقع تحت الترقوة (الشرايين تحت الترقوة) في حوالي اليوم 46 من التطور الجنيني هي النظرية السائدة.

## علم الأوبئة
وفقا للمعهد الوطني لأبحاث الجينوم البشري، متلازمة بولاند تصيب الذكور ثلاثة مرات أكثر مما تصيب الإناث كما تؤثر على الجانب الأيمن من الجسم مرتين أكثر من الجانب الأيسر.